# Дешламатор
Дешлама́тор (англ. slugcatcher) — устройство, предназначенное для удаления шлама из пульпы путём отмывки, декантации, классификации и сгущения пульпы различных горных пород.

## Характеристики дешламаторов
- внутренний диаметр чана — до 9000 мм
- производительность — до 220 т/ч
- габаритные размеры: длина — до 9440 мм, ширина — до 9200 мм, высота — до 8300 мм
- масса — до 27 200 кг

## Применение дешламаторов
- обесшламливание пульпы руд
- сгущение пульпы руд

## Рабочие инструменты дешламаторов
- чан
- мост
- привод
- бак разгрузочный
- успокоитель
- грабли
- разгрузочное устройство
- жёлоб
- система автоматики

## Классификация дешламаторов
- магнитные дешламаторы